# Penny Warner
Penny Warner (Okinawa, 14 aprile 1947) è una scrittrice statunitense.

## Biografia
Nata nel 1947 ad Okinawa, ha insegnato al Diablo Valley College di San Ramon e al Chabot College.
Autrice molto prolifica di romanzi gialli e per ragazzi, nel 1997 il suo romanzo d'esordio Dead Body Language ha vinto un premio Macavity l'anno successivo ed è stata insignita di 4 premi Agatha.

## Opere

### Serie Connor Westphal
- Dead Body Language (1997)
- Sign of Foul Play (1997)
- Right to Remain Silent (1998)
- A Quiet Undertaking (2000)
- Blind Side (2001)
- Silence Is Golden (2003)
- Dead Man's Hand (2007)

### Serie Party-Planning
- How to Host a Killer Party (2009)
- How to Crash a Killer Bash (2010)
- How to Survive a Killer Seance (2011)
- How to Party with a Killer Vampire (2011)
- How to Dine on Killer Wine (2012)

### Serie Code Busters Club
- The Code busters club caso 1: il mistero del vecchio scheletro (The Secret of the Skeleton Key, 2011), Palermo, Leima, 2020 traduzione di Roberta Superi ISBN 978-88-98395-96-5.
- The Haunted Lighthouse (2012)
- Secret Treasure of Pirate Cove (2013)
- The Mummy's Curse (2014)
- The Hunt for the Missing Spy (2015)

### Serie Troop 13
- The Mystery of the Haunted Caves (2011)
- The Mystery of the Missing Mustangs (2011)

### Altri romanzi
- The Official Nancy Drew Handbook (2007)
- Rock-a-bye Baby (2008)
- Ladies Night (2008)
- Baby Play and Learn (2010)
- Learn to Sign the Fun Way! (2010)
- Baby's Favorite Rhymes to Sign (2010)
- Toilet Training without Tears and Trauma con Paula MD Kelly (2012)
- Play & Learn Bundle (2015)

## Premi e riconoscimenti
- Premio Macavity per il miglior romanzo d'esordio: 1998 vincitrice con Dead Body Language
- Premio Agatha alla narrativa per ragazzi: 2001 vincitrice con Mystery Of The Haunted Caves: A Troop 13 Mystery, 2012 vincitrice con The Haunted Lighthouse, 2014 vincitrice con The Mummy’s Curse e 2016 vincitrice con The Secret of the Puzzle Box